# Turanogonia klapperichi
Turanogonia klapperichi är en tvåvingeart som beskrevs av Louis-Paul Mesnil 1956. Turanogonia klapperichi ingår i släktet Turanogonia och familjen parasitflugor. Inga underarter finns listade i Catalogue of Life.